# زیرتبار
زیرتبار (به انگلیسی: Subtribe) یک طبقه‌بندی آرایه‌شناختی است که زیر رتبه تبار و بالاتر از سرده است. پسوند استاندارد برای یک زیرتبار -ina (در جانوران) یا -inae (در گیاهان) است. نخستین کاربرد این واژه مربوط به سدهٔ نوزدهم است. نمونه‌ای از زیرتبار Hyptidinae است، گروهی از گیاهان گلدار که شامل تقریباً ۴۰۰ گونه پذیرفته‌شده در ۱۹ سرده است.